# Marienröder Hof
Der Marienröder Hof (auch: Marienröderhof oder Marienröder Klosterhof) in Hannover war im Mittelalter eine Niederlassung des Hildesheimer Zisterzienserklosters Marienrode. Standort des Hofes innerhalb der Stadtbefestigung Hannovers war das Gelände zwischen der Stadtmauer am Friedrichswall und der Köbelingerstraße (seit 1972 teilweise der Köbelinger Markt) beim (ehemaligen) Knappenort im (heutigen) Stadtteil Mitte.

## Geschichte
Laut dem Denkmalpfleger Arnold Nöldeke hatte das Zisterzienserkloster – „nach Franziscus Borsums Chronik von Hannover schon um 1250“ – eine Niederlassung erworben. Nach dem „U. B. Nr. 93“ (Urkundenbuch) kaufte das Kloster 1308 das Grundstück des Conrad Tedweghinge hinzu, das bis an die Stadtmauer heranreichte. Da das Kloster den Raum am sogenannten Wächtergang (ein Gang innerhalb der Mauer für die Wachen zur Verteidigung der Stadt) zur Benutzung abgegeben hatte, wurde der Hof hierfür von bestimmten städtischen Abgaben befreit.
Im Jahr 1439 baute das Kloster – mit Genehmigung von Bischof Albrecht von Hoya und unter Zustimmung des „Plebanus“ der Aegidienkirche von Hannover – unmittelbar an der Köbelingerstraße eine Kapelle, die den Heiligen Philippus und Jacobus gewidmet wurde. Sie war „aus Stein“ erbaut und durch einen Seiteneingang unter einem gewölbten Durchgang direkt von der Straße aus zugänglich.
Nach der Reformation wurde der geistliche Zweck der Anlage aufgegeben. 1610 soll der Rat der Stadt das gesamte Gelände gekauft haben. Neben der Kapelle fand sich seinerzeit ein Vordergebäude, ein Wohnhaus mit Seitengebäude, eine Zehntscheune, ein Stall und ein Schweinestall sowie Hof und Garten.
Das Wohngebäude trennte Hof und Garten und erstreckte sich längs der nordwestlichen Hofseite bis zum Stadtmauerturm am Neuer Weg, auf dem Grundstück der 1889 bis 1891 um den Turm herum gebauten Kunstgewerbeschule. Die dortigen Fenster des Wohnhauses waren durch die Stadtmauer gebrochen worden und gaben den Blick frei auf den Friedrichswall. Auf der Gartenseite des Hauses war ein besonderes Audienz-Gemach mit Kamin eingerichtet worden.
Gut ein Jahrhundert später diente die ehemalige Kapelle 1720 als Aufbewahrungsort für Artillerie-Munition der Stadt und städtische Handmühlen. Im Obergeschoss war ein Lager für Getreide untergebracht und – Torf: Torf war seinerzeit das wichtigste Heiz- und Brennmaterial in der Stadt, das vom Altwarmbüchener Moor über den Schiffgraben und den (späteren) Hafen am Neuen Haus bis vor das Aegidientor nach Hannover verschifft wurde und zeitweilig sogar im Beginenturm eingelagert war.
1729 bis 1749 pachtete der hannoversche Bürgermeister Christian Ulrich Grupen den nunmehr städtischen Besitz.
Die Gebäude der ursprünglich klösterlichen Niederlassung wurden im 18. Jahrhundert abgebrochen, 1818 schließlich das Grundstück geteilt.

## Grundrisse und Abbildungen
Jahrhunderte nach dem Bau des Marienröder Hofes versuchte der hannoversche Chronist Johann Heinrich Redecker Rekonstruktionen der Hofanlagen mit verschiedenen Zeichnungen. Der Denkmalpfleger Nöldeke stellte diese jedoch als nur „ungefähr“ dar und bezog sich in seinen Darstellungen auf das „Corpus bonorum“ (siehe Literatur) von 1720.